# Battaglia di Trenton
La battaglia di Trenton si svolse il 26 dicembre 1776, durante la guerra d'indipendenza americana, a Trenton nel New Jersey. Dopo la celebre traversata del fiume Delaware del generale George Washington, il comandante dell'Esercito continentale condusse i suoi uomini contro la guarnigione di Trenton, formata da mercenari assiani. Dopo una breve battaglia, quasi tutti gli assiani furono fatti prigionieri ad un costo di vite americane molto ridotto. La vittoria diede un nuovo significativo slancio al morale dell'Esercito continentale, ispirando nuovi arruolamenti fra le sue linee.
In precedenza, l'Esercito continentale aveva subito numerose sconfitte a New York ed era stato costretto a rifugiarsi in Pennsylvania, attraversando il New Jersey. Il morale dell'esercito era basso; nel tentativo di terminare l'anno positivamente, Washington escogitò un piano per attraversare il fiume Delaware nella notte tra il 25 e il 26 dicembre per sorprendere la guarnigione assiana.
L'attraversamento del fiume si dimostrò pericoloso principalmente a causa della sua superficie ghiacciata. Due dei gruppi nei quali si era divisa l'armata furono incapaci di attraversare il fiume per via delle condizioni atmosferiche sfavorevoli e questo lasciò Washington e i suoi 2 400 uomini soli nell'assalto. L'armata marciò fino a quattordici chilometri a sud di Trenton. I soldati assiani ritenevano di essere al sicuro e non avevano avamposti lontani o uomini in pattuglia perciò furono colti di sorpresa dagli americani e, dopo una breve ma fiera resistenza, la maggior parte di essi dovette arrendersi. Quasi due terzi dei 1 500 uomini di guarnigione furono catturati e solo pochi riuscirono a fuggire oltre il torrente Assunpink.
Malgrado il ridotto numero di partecipanti alla battaglia, l'effetto della vittoria fu enorme tra le colonie. Solo una settimana prima, il successo della rivoluzione era in dubbio, con l'esercito americano sull'orlo del collasso. Tuttavia, con questa vittoria, molti soldati vollero rinnovare il periodo di leva nell'esercito e diversi altri uomini decisero di arruolarsi.

## Gli antefatti
Prima della battaglia, il morale dell'esercito americano era molto basso. Gli americani erano stati scacciati da New York dopo la battaglia di Long Island, dai britannici e dai loro alleati assiani, e costretti a ritirarsi in Pennsylvania. Il novanta per cento dei soldati dell'Esercito continentale che avevano combattuto a Long Island se ne erano andati. Molti uomini avevano disertato, credendo che la causa per l'indipendenza fosse ormai senza speranza. Washington stesso espresse questo dubbio, scrivendo a suo cugino in Virginia "Temo che il gioco stia per finire."
La città di Trenton era occupata da tre reggimenti di soldati assiani, composti da 1 400 uomini comandati dal colonnello Johann Rall. L'armata di George Washington, che contava all'incirca 2 400 uomini, era divisa in due gruppi: quello del generale Nathanael Greene e quello del generale John Sullivan, oltre all'artiglieria agli ordini del colonnello Henry Knox.

## Il preludio

### Lo spionaggio
Washington aveva inviato la spia John Honeyman a Trenton, la quale doveva presentarsi come un membro del Partito Tory. Honeyman non ebbe problemi a farsi credere uno del partito conservatore britannico, poiché aveva servito con il generale James Wolfe nella battaglia di Québec del 1759 e impersonava un macellaio e un tessitore che commerciava con britannici e assiani. Ciò gli permise di raccogliere informazioni sulla guarnigione e di convincere i mercenari assiani che l'Esercito continentale aveva il morale così basso che non avrebbero mai attaccato Trenton. Poco prima di Natale, organizzò una sua presunta cattura da parte degli americani, i quali avevano l'ordine di condurlo da Washington disarmato. Dopo essere stato interrogato dal generale, venne imprigionato in una piccola baracca, per essere processato come membro dei Tories il mattino seguente, ma un breve scontro a fuoco scoppiò nelle vicinanze permettendogli di "scappare".

### Il piano americano

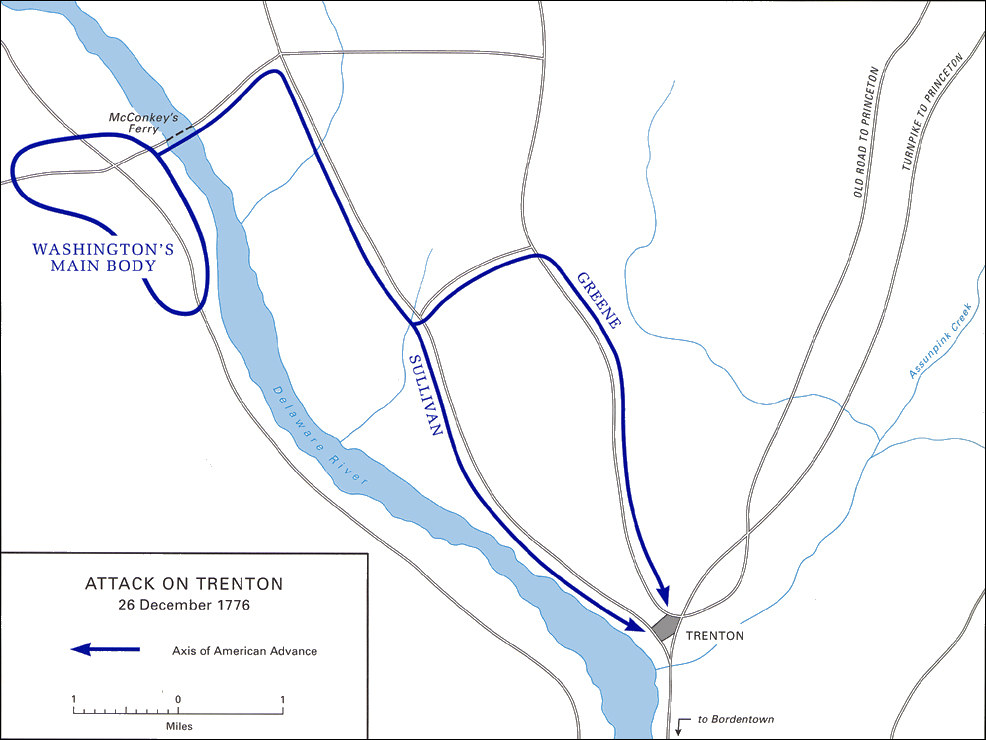
Il piano d'attacco americano

Il piano americano consisteva nell'attaccare da tre direzioni diversi. Il generale John Cadwalader avrebbe lanciato un ulteriore attacco alle truppe britanniche nella città di Bordentown, con lo scopo di bloccare i rinforzi avversari. Il generale James Ewing avrebbe condotto 700 miliziani attraverso il fiume, presso Trenton Ferry, per prendere poi il controllo del ponte sul torrente Assunpink ed impedire agli assiani la fuga. La forza d'assalto principale, composta da 2 400 uomini, avrebbe attraversato il fiume, a quattordici chilometri a nord di Trenton, e si sarebbe poi divise in due gruppi, uno comandato da Greene e uno da Sullivan, i quali avrebbero attaccato le truppe assiane prima dell'alba. Il gruppo di Sullivan avrebbe attaccato la città da sud, quello di Greene da nord. In base al successo dell'operazione, le truppe americane avrebbero potuto attaccare anche le città di Princeton e di New Brunswick.
Durante la settimana che precedette la battaglia, l'avanguardia americana cominciò a preparare imboscate alla cavalleria avversaria in pattuglia, catturando i dispacci e attaccando i picchieri assiani. Il comandante assiano, per enfatizzare il pericolo, inviò 100 fanti e un distaccamento d'artiglieria fino a Princeton per consegnare una lettera al comandante britannico. Washington ordinò a Ewing e ai miliziani della Pennsylvania di tentare di ottenere informazioni sui movimenti e sulle armi e rifornimenti assiani. Ewing riuscì a portare a termine tre raid oltre il fiume e il 17 e 18 dicembre i suoi uomini attaccarono un avamposto di jäger tedeschi e il 21 dicembre diedero fuoco a diverse abitazioni. Washington ordinò che fossero tenuti sotto sorveglianza tutti i possibili siti di attraversamento del Delaware vicini agli accampamenti dell'Esercito continentale, poiché credeva che il generale britannico William Howe avrebbe lanciato un attacco da nord su Filadelfia se il fiume si fosse ghiacciato.
Il 20 dicembre, 2 000 uomini si unirono all'esercito di Washington. Questi soldati, giunti da nord agli ordini del generale Charles Lee, avevano marciato lentamente attraverso il New Jersey settentrionale, dove Lee stesso fu però catturato, obbligando i suoi uomini a proseguire fino all'accampamento di Washington senza comandante. Lo stesso giorno, altri 800 uomini arrivarono da Fort Ticonderoga al comando del generale Horatio Gates.

### Le manovre assiane

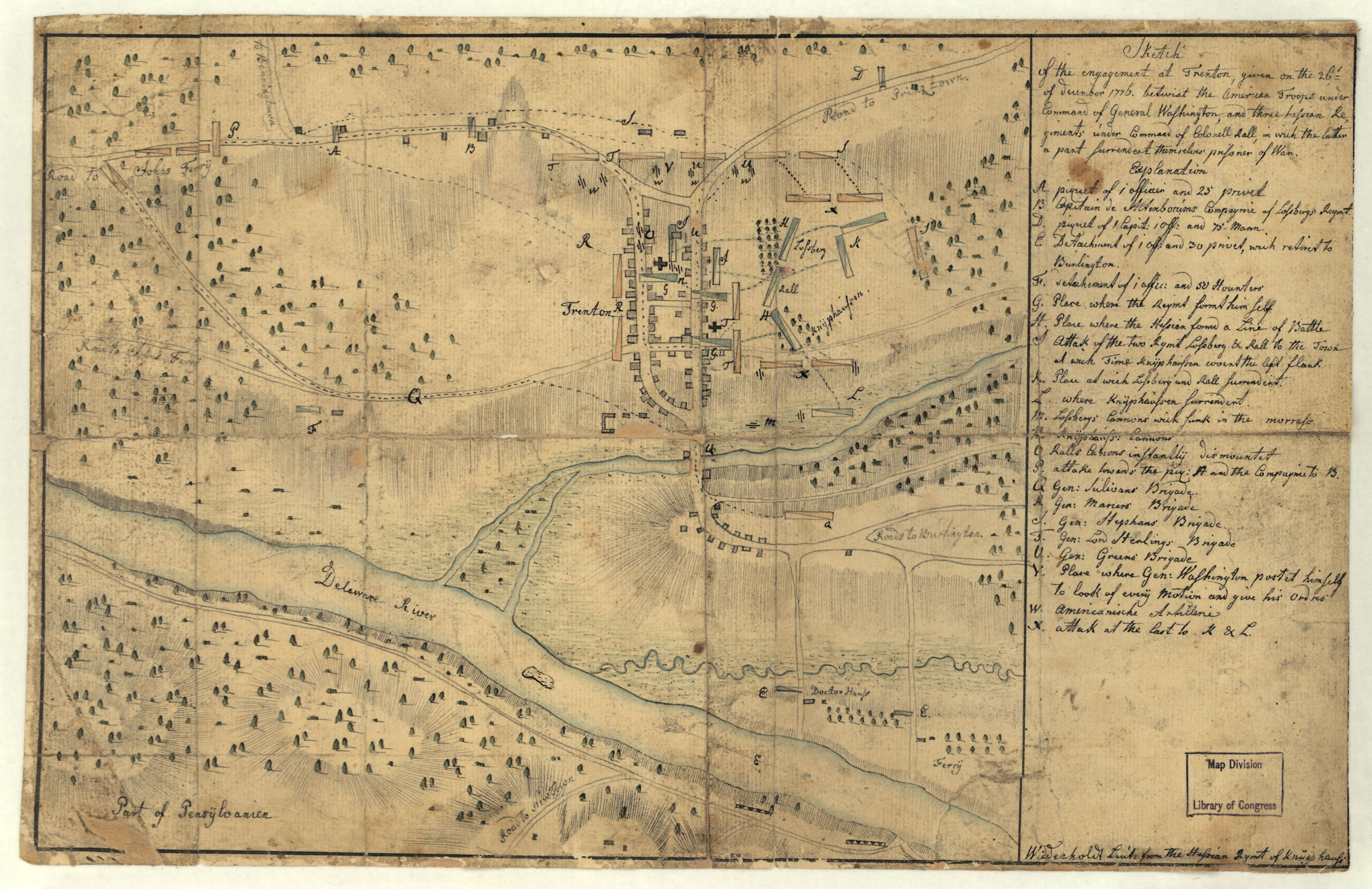
Abbozzo assiano della battaglia di Trenton

Il 14 dicembre le truppe dell'Assia arrivarono a Trenton. All'epoca contava cento edifici ed era attraversata da due strade principali, King Road (oggi Warren Road) e Queen Road (l'odierna Broad Road). Carl von Donop, superiore di Rall, marciò fino a Mount Holly, il 22 dicembre, per affrontare la resistenza miliziana del New Jersey, nella battaglia di Iron Works Hill, il 23 dicembre.
Von Donop, che disprezzava Rall, era riluttante a dargli il comando di Trenton. Rall era noto per essere un uomo forte e per non conoscere la lingua inglese, tuttavia era un soldato di 36 anni con una buona esperienza in battaglia. La sua richiesta di rinforzi venne rigettata dal generale britannico James Grant, che disdegnava i ribelli americani considerandoli soldati poveri. Nonostante l'esperienza di Rall, le truppe assiane a Trenton non ammiravano il loro comandante. Credevano infatti che fosse troppo piacevole e troppo poco spietato per avere successo. I suoi ufficiali si lamentarono che "il suo amore per la vita era troppo grande, pensava ad una cosa, poi ad un'altra, così non poteva prendere una ferma decisione..." Rall evitava il lavoro duro e aveva poco interesse per il comfort dei suoi uomini.
Trenton non aveva mura cittadine o fortificazioni, cosa tipica degli insediamenti americani. Alcuni ufficiali tedeschi consigliarono Rall di fortificare la cittadina e due dei suoi ingegneri consigliarono di costruire una ridotta e fortificare l'area lungo il fiume. Gli ingegneri realizzarono anche dei progetti ma Rall non si oppose alla realizzazione. Quando gli ufficiali insistettero per costruire le fortificazioni, Rall replicò "Lasciateli venire... Gli andremo incontro con la baionetta."
Con il sopraggiungere del Natale, i lealisti arrivarono a Trenton, affermando che gli americani stavano pianificando un'azione. Alcuni disertori americani riferirono inoltre che si stavano preparando i viveri per un attraversamento del fiume. Rall affermò pubblicamente che tutto ciò che essi avevano detto era senza senso, ma, privatamente, tramite delle lettere ai suoi superiori, espresse la sua preoccupazione per un improvviso attacco. Scrisse a von Donop di poter essere "soggetto ad un attacco in qualunque momento. Rall disse inoltre che Trenton era "indifendibile" e chiese alle truppe britanniche di posizionare una guarnigione a Lawrenceville, all'epoca chiamata Maidenhead. Essendo vicina a Trenton, avrebbe aiutato la difesa delle due strade dagli americani. La sua richiesta fu però rigettata. Quando gli americani ruppero le linee di rifornimento assiane, gli ufficiali cominciarono a condividere le paure di Rall. Uno di loro scrisse "non abbiamo dormito una notte in pace da quando siamo arrivati in questo luogo." Il 22 dicembre, una spia riportò a Grant che Washington aveva indetto un consiglio di guerra e Grant aveva quindi ordinato a Rall di "stare in guardia."

### L'attraversamento e la marcia

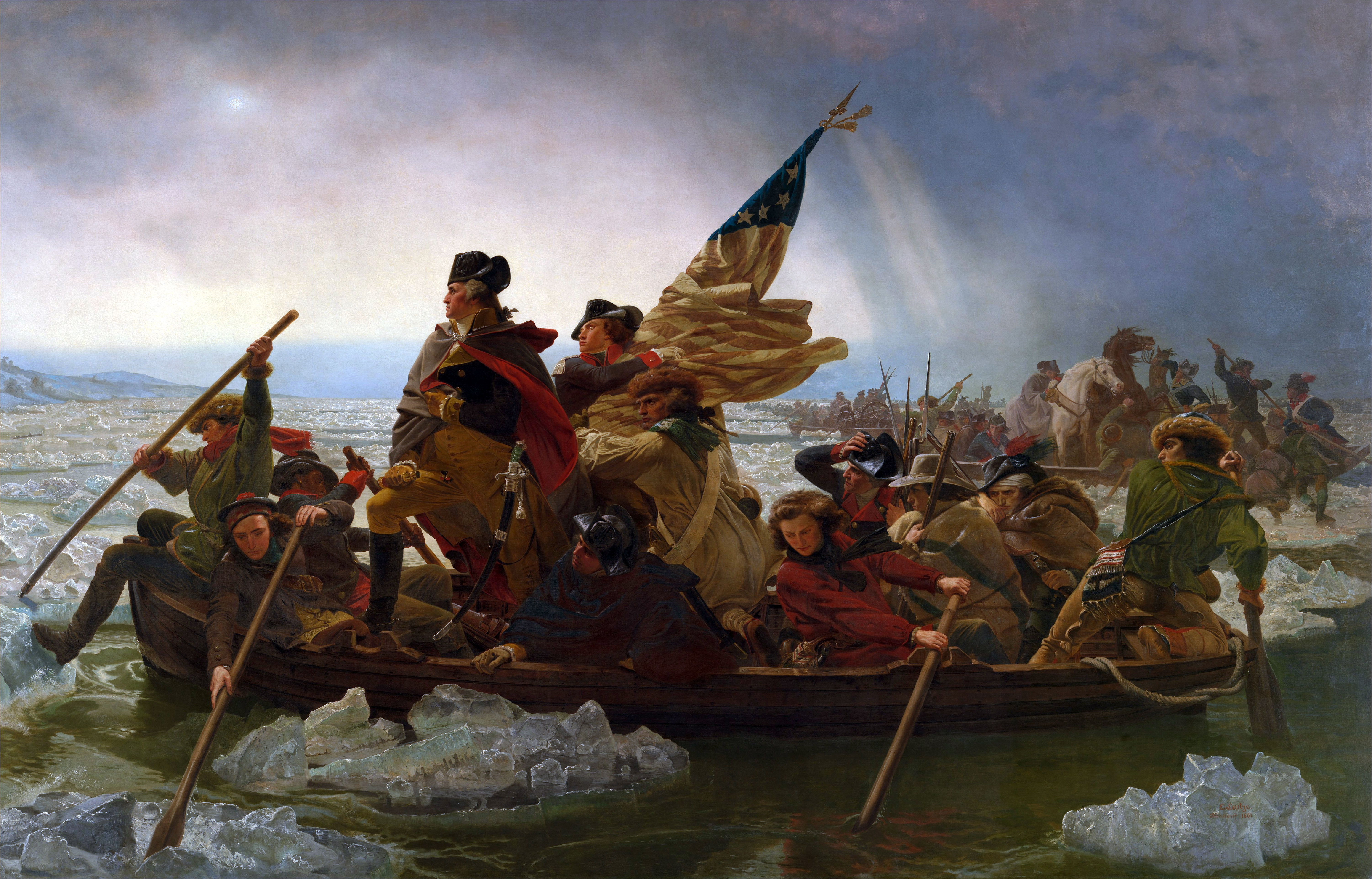
Washington attraversa il fiume Delaware, 1851, di Emanuel Leutze

Prima che Washington e le sue truppe si mettessero in marcia, Benjamin Rush, uno dei padri fondatori degli Stati Uniti, giunse ad incoraggiare i generali. Mentre era lì, vide una nota scritta da Washington, con su scritto "Vittoria o morte". Quelle parole erano il nome in codice per l'attacco a sorpresa. Ogni soldato portava con sé 60 cartucce di munizioni e razioni per tre giorni. Quando l'esercito giunse alle sponde del Delaware, erano già in ritardo secondo i piani e sopra di loro il mal tempo si stava avvicinando. Poi cominciò a piovere. Con l'abbassarsi della temperatura, la pioggia divenne grandine e infine neve. Gli americani cominciarono ad attraversare il fiume, con John Glover in comando. Gli uomini attraversarono su imbarcazioni piccole mentre l'artiglieria su barche più grandi. Il 14º Reggimento Continentale di Glover manovrò le imbarcazioni. Durante l'attraversamento, diversi uomini caddero in acqua, incluso il colonnello John Haslet, riportato in fretta a riva. Nessun uomo morì durante questa fase e tutta l'artiglieria venne portata dall'altra parte in buone condizioni.

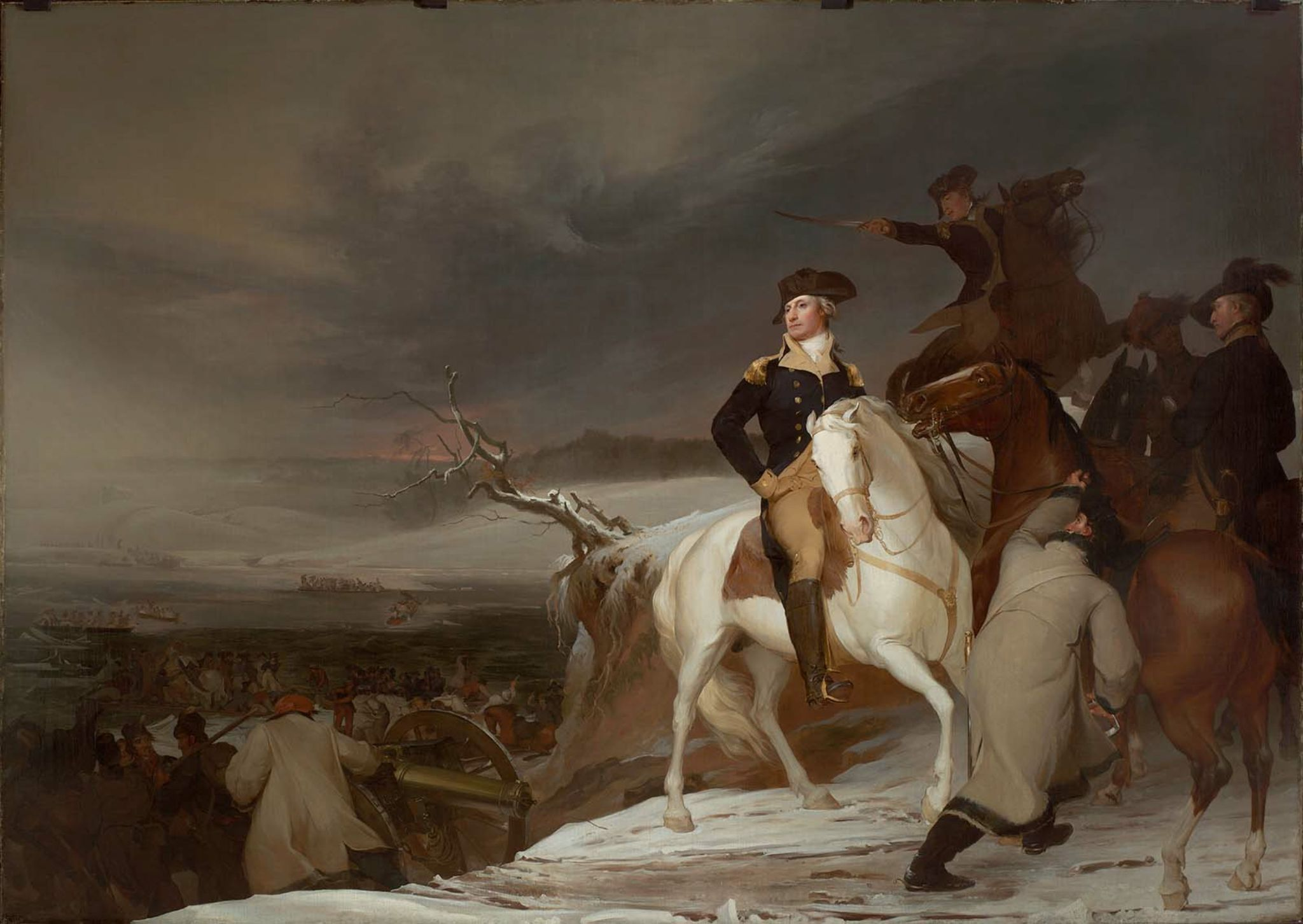
Passaggio del Delaware, dipinto dall'americano Thomas Sully, 1819

Due piccoli distaccamenti di fanteria di circa 40 uomini ciascuno ricevettero l'ordine di stare in avanguardia. Il loro compito era di organizzare posti di blocco e di prendere prigionieri chiunque vi si avvicinasse, da e per la cittadina di Trenton. Uno dei gruppi si diresse verso nord di Trenton, l'altro a bloccare la strada lungo il fiume che porta anch'essa verso Trenton.

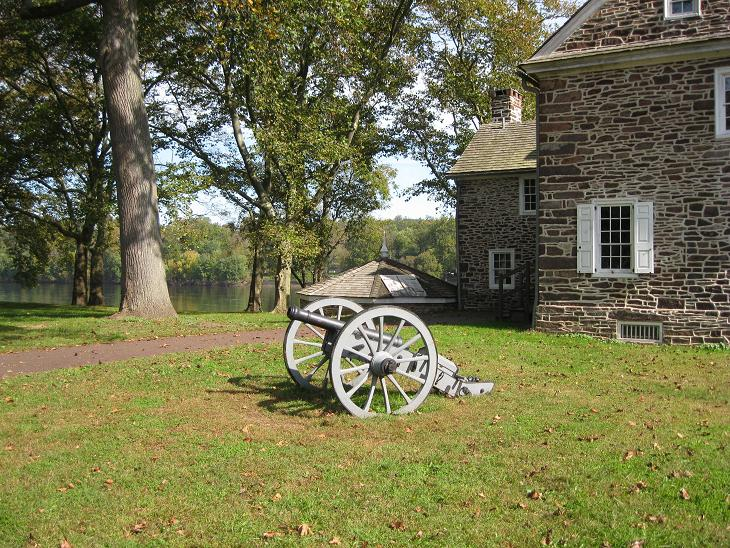
Un cannone nel Parco Storico dell'Attraversamento di Washington

Le terribili condizioni del meteo ritardarono gli sbarchi che terminarono alle 03:00, tre ore di ritardo sui piani di marcia. Washington cominciò quindi a temere di non poter effettuare l'attacco prima dell'alba. Un altro notevole inconveniente fu l'incapacità, a causa del clima, delle forze di Cadwalader ed Ewing di unirsi alla forza d'attacco a Trenton.
Alle ore 04:00, i soldati cominciarono la marcia verso Trenton, guidati da diversi civili del luogo che conoscevano bene la zona. Dopo una marcia di 2 km, raggiunsero la Taverna Bear da dove proseguirono verso sudest. Ben presto giunsero al torrente Jacobs e, con qualche difficoltà, lo attraversarono; i due gruppi rimasero assieme fino alla località nota come Birmingham, dove si divisero. Fu proprio durante la marcia che alcuni uomini, privi di scarponi, cominciarono a sanguinare dai piedi lasciandosi alle spalle una scia di sangue sulla neve. Durante il viaggio due uomini morirono d'ipotermia.
Circa 3 km prima della cittadina, le due colonne si riunirono con l'avanguardia. Lì, furono allarmati dall'improvvisa apparizione di 50 uomini che si rivelarono essere poi americani. Guidati da Adam Stephen, non erano a conoscenza dei piani di Washington e avevano appena attaccato un avamposto assiano. Washington temette che gli assiani avrebbero potuto, di conseguenza, alzare la guardia e si sfogò con Stephen: "Voi, signore! Voi, signore, potreste aver rovinato tutti i miei piani se hanno alzato la guardia." Nonostante ciò, ordinò poi che la marcia su Trenton continuasse. Nel frattempo, Rall aveva ipotizzato che il raid di Stephen fosse l'attacco di cui lo aveva avvertito Grant, credendo quindi che non vi sarebbe stato nessun altro scontro quel giorno.

## La battaglia

### L'attacco americano
Alle ore 08:00, fu organizzato un avamposto dagli assiani in un negozio di oggetti in rame, lungo Pennington Road, ad un chilometro e mezzo a nordovest di Trenton. Washington guidò l'assalto a cavallo davanti ai suoi soldati. Quando il comandante assiano uscì dal negozio e si accorse dell'attacco nemico, riuscì a non farsi colpire dagli spari americani e a richiamare i suoi uomini. Gli americani spararono tre raffiche mentre gli assiani risposero con una soltanto. Washington ordinò ad un battaglione di fucilieri della Pennsylvania e ad un battaglione di fanti germanofoni di bloccare la strada che portava a Priceton. Poi attaccarono l'avamposto assiano. Il comandante tedesco comprese che quello non era un semplice raid ma molto di più e, vedendo che alcuni dei suoi uomini cominciavano a ritirarsi, ordinò anche ai restanti di ripiegare, manovra che avvenne con ordine, sparando contro gli assalitori mentre indietreggiavano. Sull'altura a nord di Trenton, si unirono con una compagnia del reggimento di Lossberg e, assieme, ripiegarono rallentando il più possibile gli americani, usando le abitazioni di Trenton stessa come ripari. Una volta raggiunto il paese, i tedeschi della guarnigione coprirono i loro compagni in ritirata. Un'altra compagnia, posizionata vicino al Delaware, si affrettò a raggiungere il luogo degli scontri per fornire il loro aiuto, lasciando però libera la River Road. Washington ordinò che la strada diretta a Princeton fosse completamente bloccata, inviando la fanteria in formazione da battaglia, mentre l'artiglieria prese posizione presso le strade King Road e Queen Road.

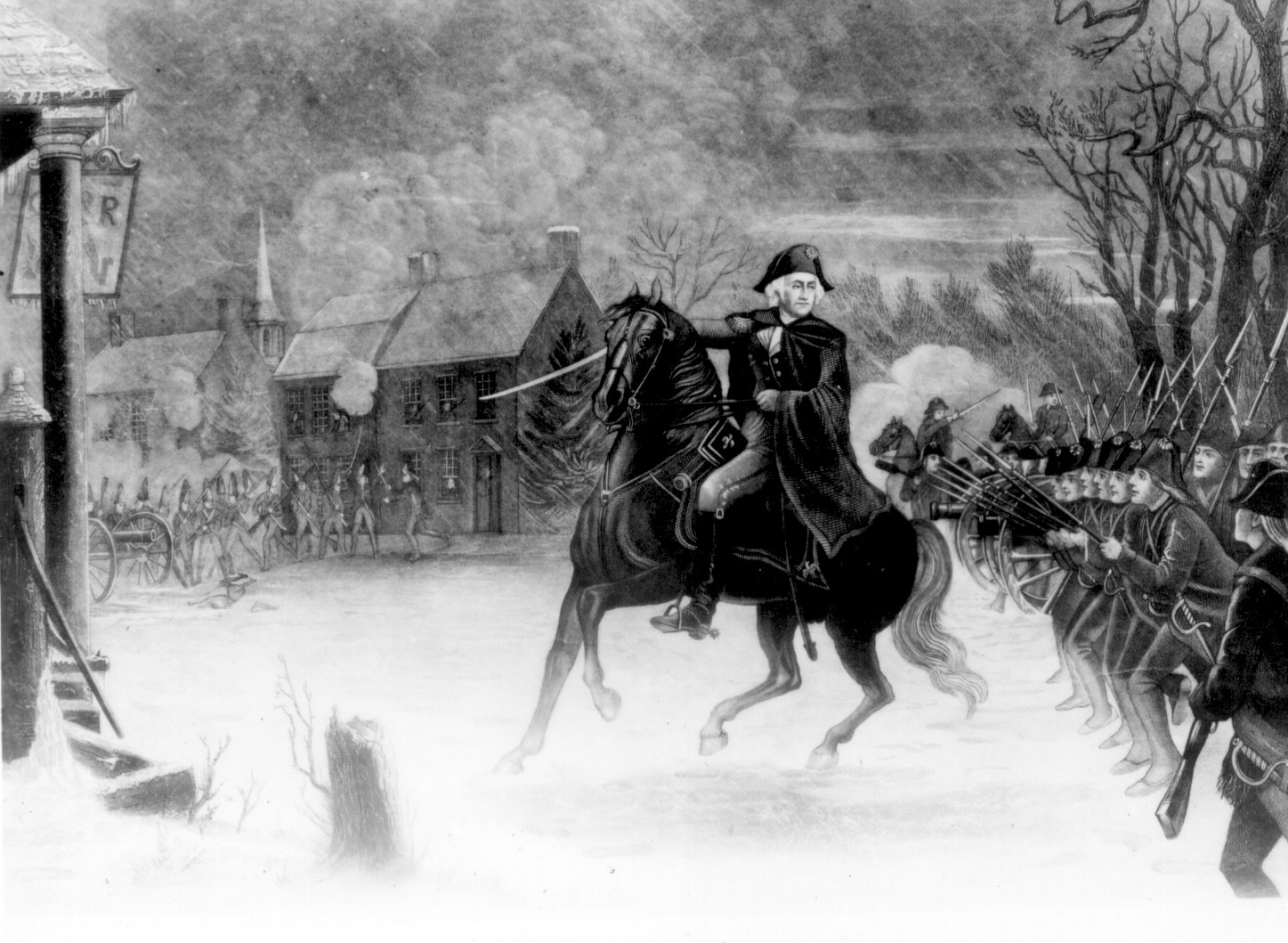
George Washington nella battaglia di Trenton, opera dei fratelli Illman, 1870

A guida dell colonna meridionale, il generale Sullivan entrò anch'egli a Trenton, abbandonando la River Road e bloccando l'attraversamento del torrente Assunpink per impedire la fuga assiana in quella direzione. Sullivan trattenne le sue truppe per permettere agli uomini di Greene di occuparsi degli avamposti tedeschi a nord. Poco dopo, diede ordine di continuare l'avanzata, avvicinandosi all'Hermitage e alla casa del generale americano Philemon Dickinson, dove erano appostati cinquanta assiani. Dodici assiani uscirono in battaglia ma dopo pochi metri videro un gruppo di americani diretti all'Hermitage; raggiunti dagli altri assiani, scambiarono una raffica con gli avversari per poi fuggire, alcuni attraverso il torrente mentre altri attraverso il ponte che non era stato ancora bloccato. I venti dragoni britannici presenti a Trenton fuggirono anch'essi. Quando gli uomini di Greene e di Sullivan raggiunsero il centro del paese, Washingtonsi spostò sull'altura a nord di King e Queen Road per valutare la situazione e dirigere le truppe. Nel frattempo, l'artiglieria americano entrò in azione, devastando le postazioni tedesche.
Udito il suono d'allarme, i tre reggimenti assiani cominciarono a prepararsi alla battaglia. Il reggimento di Rall si misero in formazione lungo King Road, assieme al Reggimento di Lossberg, mentre il reggimento di Wilhelm von Knyphausen si organizzò in Queen Road. Rall ordinò al suo reggimento di mettersi in formazione alla fine di King Road, al reggimento di Lossberg di prepararsi ad avanzare lungo Queen Road e al reggimento di von Knyphausen di restare come riserva in King Road.
I cannoni posizionati all'inizio delle due vie principali, ben presto entrarono in azione. In risposta, Rall diresse su di loro il suo reggimento, supportato da alcune compagnie del reggimento di Lossberg. Gli assiani serrarono i ranghi e cominciarono l'avanzata ma le loro formazioni furono rapidamente sfaldate dagli uomini di Mercer, appostati nelle case sul lato sinistro della casa. Rotte le file, i tedeschi fuggirono. Rall ordinò a due cannoni da tre libbre di entrare in azione. Dopo aver sparato sei volte, nel giro di pochi minuti, metà degli assiani che manovravano l'artiglieria vennero uccisi dai cannoni americani. Una volta che i restanti uomini fuggirono, gli americani si impossessarono della loro artiglieria, avanzando poi lungo King Road.
Su Queen Street, gli assiani tentarono di avanzare ma furono respinti dai cannoni americani. Dopo aver sparato sei colpi ciascuno, altri due cannoni tedeschi furono messi a silenzio. Il reggimento di Knyphausen si separò da quello di Lossberg e di Rall. Questi ultimi indietreggiarono fino ad un campo fuori paese, subendo pesanti perdite a causa dell'artiglieria e dei moschetti americani. A sud, gli uomini di Sullivan cominciavano a sopraffare gli assiani. John Stark guidò una carica con le baionette sul reggimento di Knyphausen, la cui resistenza si esaurì poiché le loro armi non sparavano più. Infine, Sullivan guidò una colonna di uomini a bloccare la fuga dei tedeschi attraverso il torrente.

### Il collasso della resistenza assiana
I tedeschi tentarono di riorganizzarsi per tentare di riprendersi il paese e Rall decise di attaccare il fianco americano sull'altura a nord. Dato l'ordine, i fanti si misero in marcia, in formazione, con i musicanti a dettare il ritmo e infondere coraggio.
Washington, ancora sull'altura, vide gli assiani avvicinarsi sul fianco. Ordinò quindi alle sue truppe di assumere la formazione da battaglia per fronteggiarli. I due reggimenti assiani cominciarono a marciare verso King Street ma finirono in un fuoco incrociato americano da tre direzioni. Alcuni americani si erano posizionati dentro le abitazioni, dove potevano proteggersi, e persino alcuni civili si erano uniti agli uomini di Washington. Nonostante ciò, continuarono ad avanzare, riuscendo a riprendersi i loro cannoni. All'inizio di King Street, Knox ordinò ai suoi artiglieri di riprendere quei cannoni. Sei uomini corsero verso l'artiglieria e, dopo un breve scontro, si rimpossessarono dei cannoni, dirigendoli poi contro gli assiani. Con la maggior parte dei tedeschi non in grado di usare le armi, l'attacco s'interruppe. Le formazioni assiane si ruppero e i soldati cominciarono a disperdersi. Rall stesso fu ferito a morte. Washington guidò le sue truppe giù dalla collina urlando: "In marcia, miei prodi compagni, dietro di me!" La maggior parte degli assiani si ritirò in un frutteto, inseguiti a breve distanza dagli americani. Circondati rapidamente, fu offerto loro di arrendersi, richiesta che accettarono.
Anche se gli era stato ordinato di unirsi alle forze di Rall, i restanti soldati di Knyphausen erroneamente marciarono nell'altra direzione. Tentarono di fuggire attraverso il ponte ma scoprirono che era stato bloccato. Gli americani rapidamente respinsero un tentativo dei tedeschi di rompere le loro linee; circondato poi dagli uomini di Sullivan, il reggimento si arrese, appena pochi minuti dopo il resto della brigata.

## Le conseguenze
Poco dopo la battaglia, Washington scoprì anche che Cadwalader ed Ewing non erano stati in grado di completare l'attraversamento, lasciando quindi i suoi uomini isolati. Senza i 2 600 uomini di rinforzo, infatti, non sarebbe stato in grado di attaccare Princeton e New Brunswick.

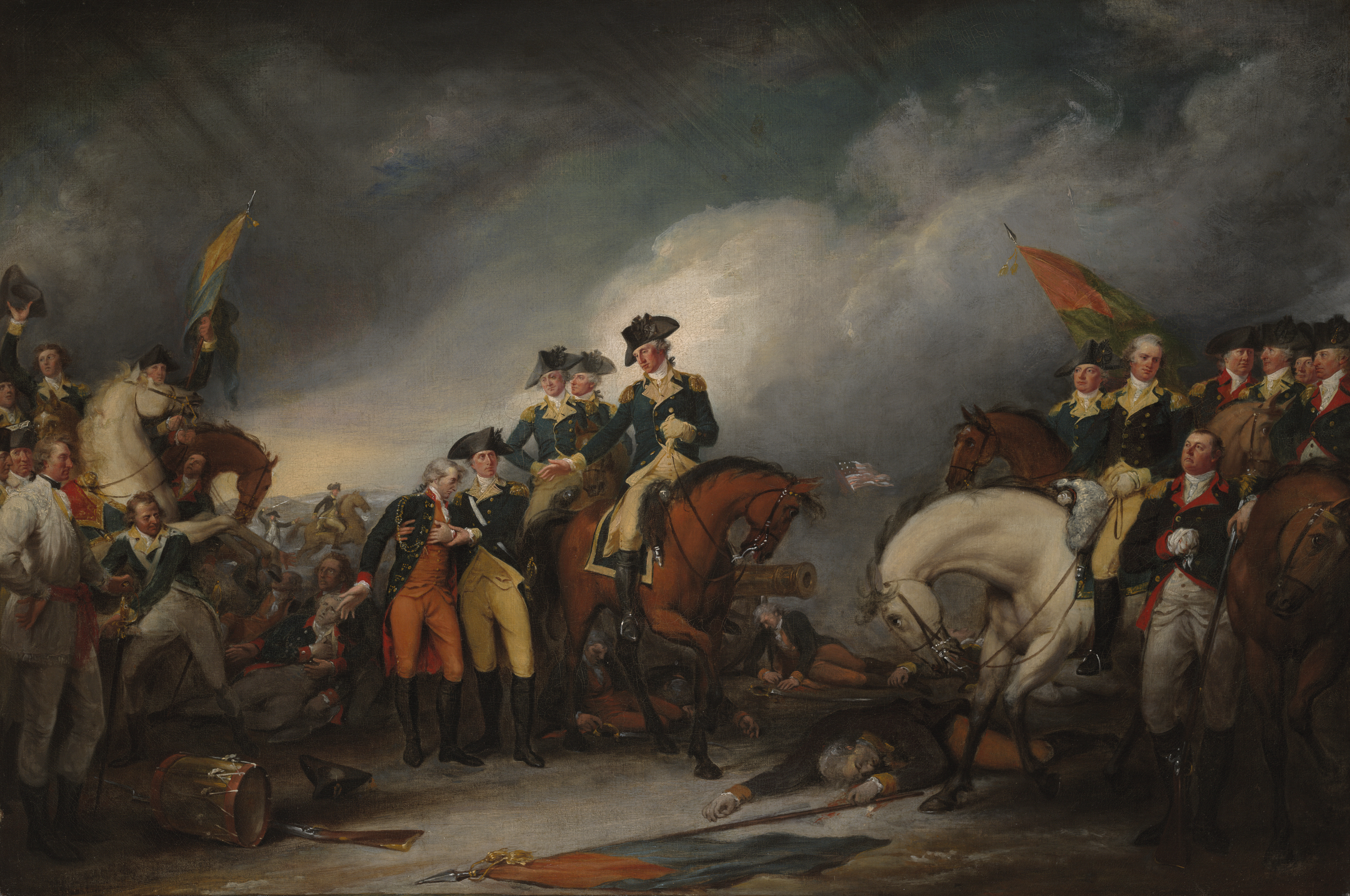
La cattura degli assiani a Trenton, opera di John Trumbull

Per mezzogiorno, Washington aveva ricondotto i suoi uomini in Pennsylvania, portando con sé i prigionieri e i loro rifornimenti. La battaglia diede al Congresso continentale nuova fiducia, dando prova che le forze continentali potevano sconfiggere i soldati regolari anglo-tedeschi, in particolare gli assiani, molto temuti dopo le battaglie avvenute nei pressi di New York.
Questo scontro ebbe un effetto sproporzionato rispetto alla sua "dimensione"; il suo effetto fu galvanizzante per i coloniali, rovesciando il dominio psicologico che le forze britanniche avevano ottenuto nei mesi precedenti. Il generale Howe stesso fu colpito dalla semplicità con cui gli americani colsero di sorpresa e sopraffecero la guarnigione di Trenton. Contrariamente a ciò, lo storico David H. Fischer, professore alla Brandeis University, afferma che questo cambiamento psicologico avvenne grazie più alle pubblicazioni di Thomas Paine e dai successi dei miliziani del New Jersey, che non dalla battaglia di Trenton in sé.

### Le vittime e i prigionieri
Le forze assiane subirono 22 morti, 83 feriti e 896 furono fatti prigionieri. Gli americani persero solo due uomini, a causa del freddo, e 5 furono feriti in battaglia. A queste, seguirono nei giorni successivi altre morti americane, dovute a malattie o sfinimento, che portare il numero di vittime a paragone con quello tedesco.
I prigionieri assiani furono portati a Filadelfia e in seguito a Lancaster, sempre in Pennsylvania. Nel 1777 furono spostati in Virginia. Rall, ferito mortalmente, perì il giorno stesso nel suo quartier generale. Tutti e quattro i colonnelli assiani morirono in battaglia e il reggimento di Lossberg fu rimosso completamente dalle file dell'esercito britannico. Parte del reggimento di Knyphausen fuggì a sud, dove Sullivan riuscì a catturare 200 dei suoi effettivi, assieme a cannoni, rifornimenti e 1 000 armi da fuoco con rispettive munizioni Per ultimo, ma non meno importante, gli americani si impossessarono di altri tipi rifornimenti, ovvero tonnellate di farina, carne secca e salumi, birra e altri liquori, oltre a scarpe, stivali, abbigliamento vario e coperte, di cui ormai disperatamente necessitavano.